# 和歌山県農業協同組合
和歌山県農業協同組合（わかやまけんのうぎょうきょうどうくみあい、通称：JAわかやま）は、和歌山県和歌山市に本店を置く農業協同組合。

## 概要
和歌山県内に所在する全8農協（わかやま、ながみね、紀の里、紀北かわかみ、ありだ、紀州、紀南、みくまの）が2025年4月1日に合併し、全国で7例目となる県域農業協同組合として発足。
合併後は各旧農協の本店・本所は地域本部に改編され、店舗名称も支店で統一される。
通称は旧わかやま農業協同組合と同じく『JAわかやま』となる。金融機関コードも旧JAわかやまで使用されていた物が引き継がれている。
初代代表理事組合長には旧JAわかやまでも代表理事組合長を務めた和歌山県農業協同組合中央会会長の坂東紀好が就任。
また、令和5年度の旧8農協の合計実績として農産物販売高が563億円（全国3位）、購買品取扱高が305億円（全国4位）、貯金残高が1兆8,334億円（全国3位）、長期共済保有高が3兆1,116億円（全国5位）で全国でも有数の大型農協となっている。また、令和6年度末の旧8農協の全職員数は2,648人で全国2位である。
なお、当農協の合併及び当農協と同日に行なわれた宮城県内の4農協の合併により、全国の総合農協の数は500を割り、496となった。

## 沿革
- 2025年（令和7年）4月1日：和歌山県内の全8農協が合併し、発足。